# Ateleia herbert-smithii
Ateleia herbert-smithii là một loài thực vật có hoa trong họ Đậu. Loài này được Pittier miêu tả khoa học đầu tiên.